# براختال
براختال (به آلمانی: Brachttal) یک شهر در آلمان است که در ماین-کینتسیگ واقع شده‌است. براختال ۵٬۱۳۷ نفر جمعیت دارد.

## نگارخانه

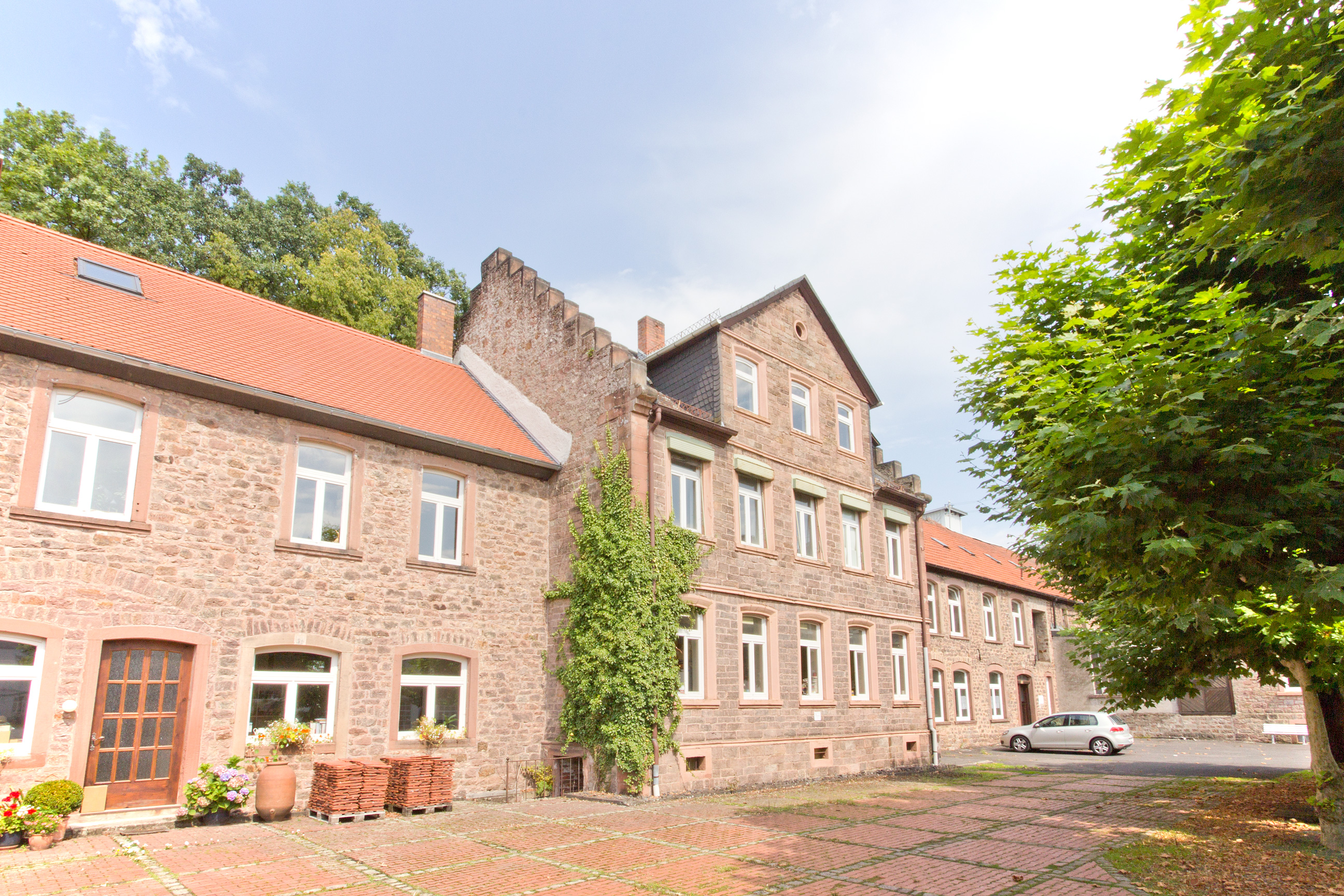
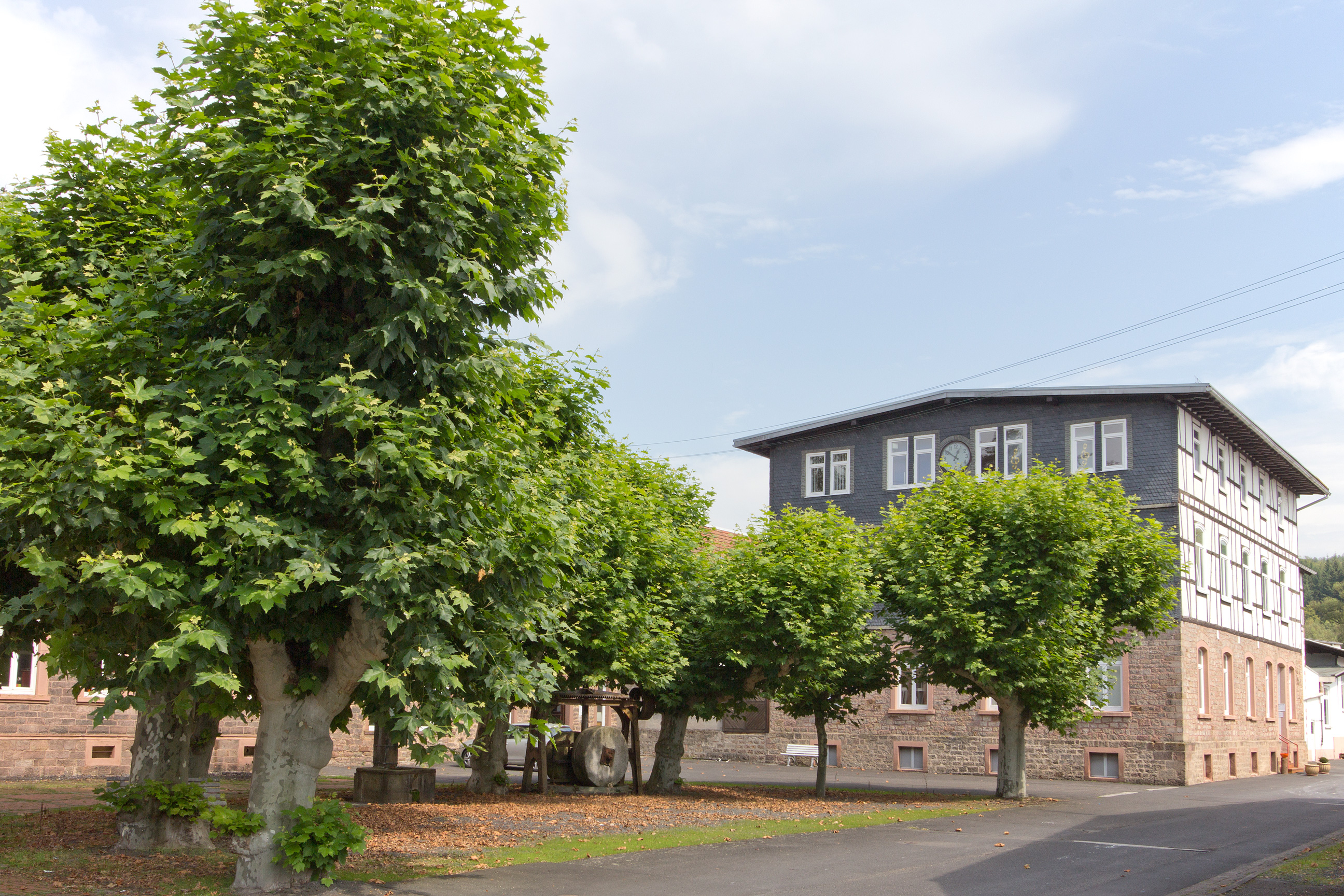
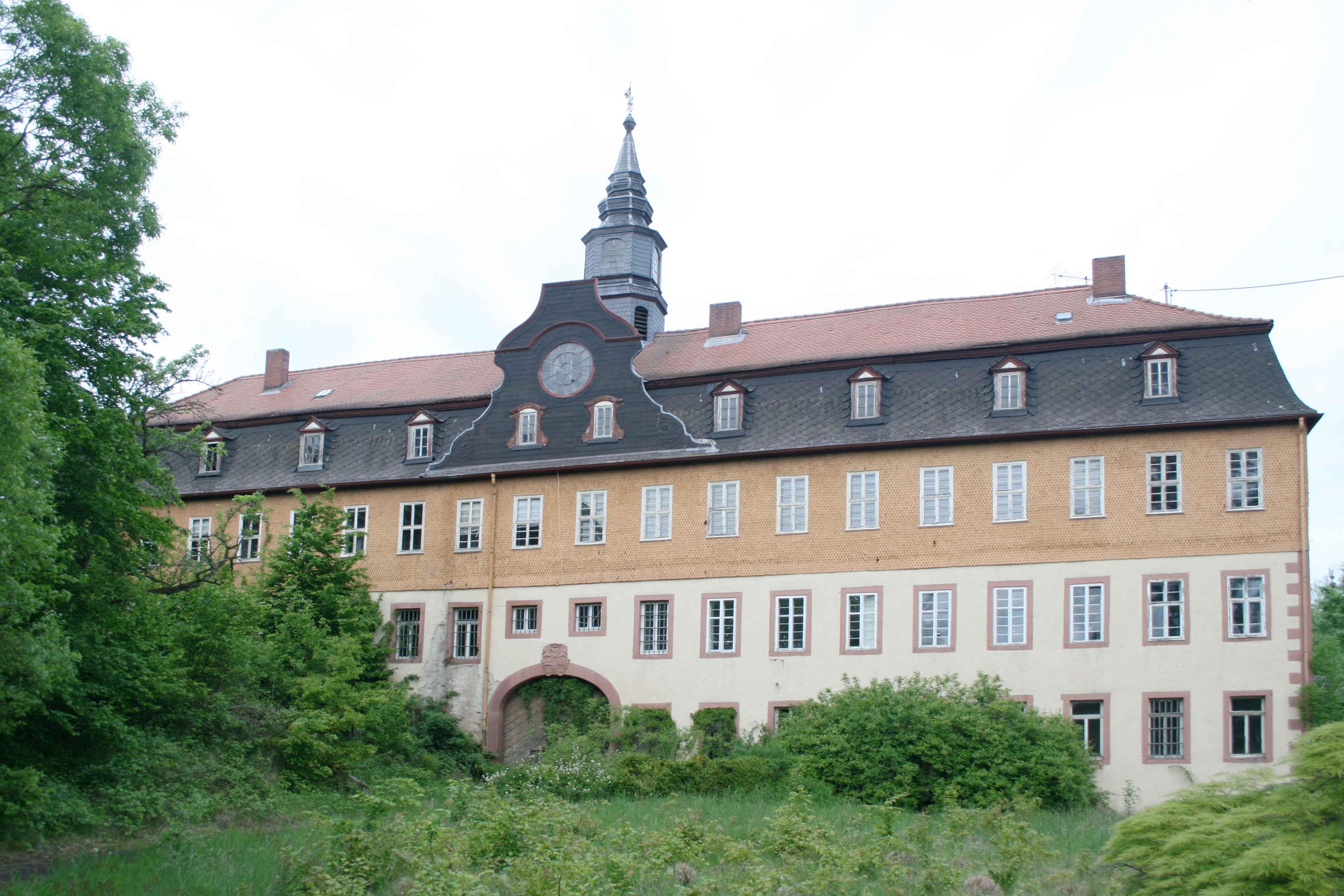
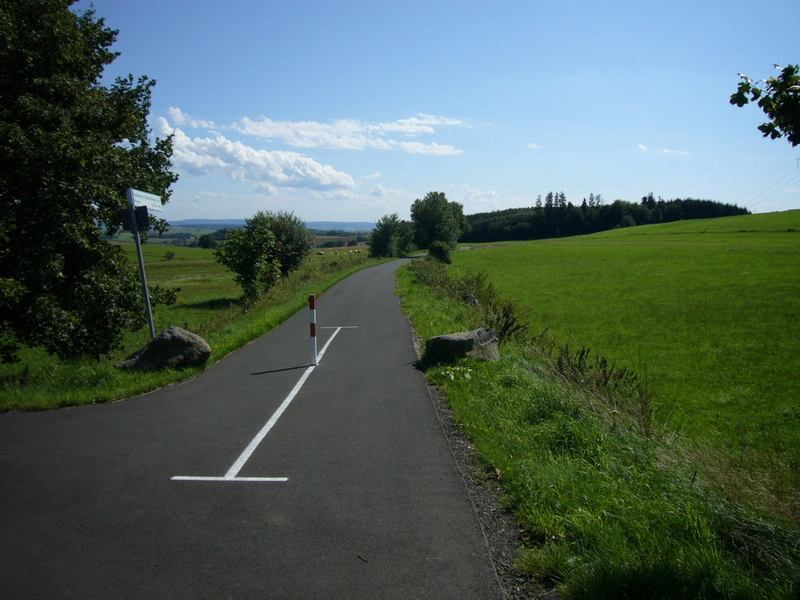
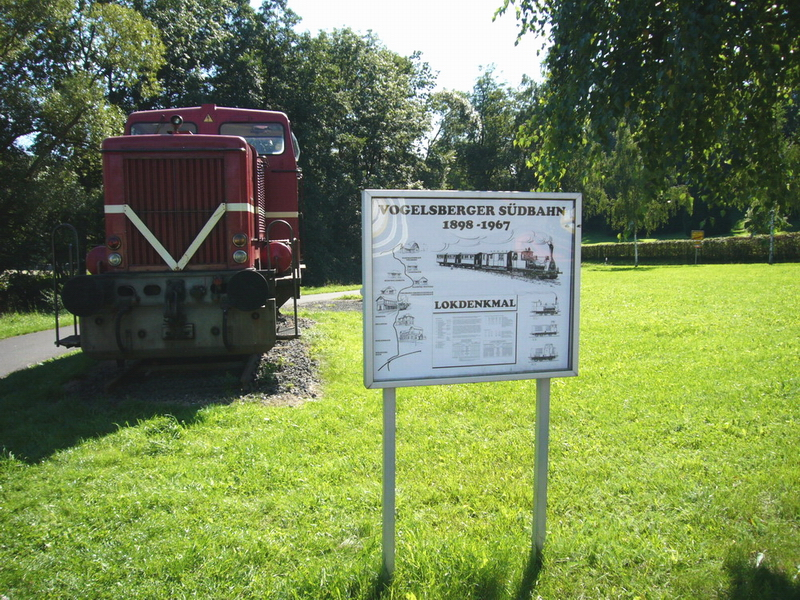